# Liste des sites et monuments classés de la wilaya de Ghardaïa
Cet article présente une liste des sites et monuments classés de la wilaya de Ghardaïa, en Algérie.

## Liste
| Id   | Identification du bien         | Datation  | Commune                                          | Coordonnées                      | Catégorie du classement | Mesures et date de protection | Date de publication au Journal Officiel | Illustration |                       |
| ---- | ------------------------------ | --------- | ------------------------------------------------ | -------------------------------- | ----------------------- | --- | --------------------------------------- | ------------ | --------------------- |
| 47-1 | Ksar de Berrriane et son oasis | Médiévale | Berriane                                         | 32° 51′ 32″ nord, 3° 45′ 46″ est | Classé                  | Inscrit sur l'inventaire général des biens culturels immobiliers par arrêté du 14/07/2007, après avis favorable de la commission nationale des biens culturels tenu le 12/10/2006.                                                                | N° 60 du 26/09/2007                     |              | Télécharger une image |
| 47-2 | Ksar de Guerrara et son oasis  | Médiévale | El Guerrara                                      | 32° 47′ 25″ nord, 4° 29′ 32″ est | Classé                  | Inscrit sur l'inventaire général des biens culturels immobiliers par arrêté du 14/07/2007, après avis favorable de la commission nationale des biens culturels tenu le 12/10/2006.                                                                | N° 60 du 26/09/2007                     |              | Télécharger une image |
| 47-4 | Ksar de Metlili                | Médiévale | Metlili                                          | 32° 16′ 22″ nord, 3° 37′ 39″ est | Classé                  | Classé parmi les sites historiques par arrêté du 01/02/1982, après avis favorable de la commission nationale des monuments et sites historiques tenu le 27/12/1978.                                                                               | N° 18 du 04/05/1982                     |              | Télécharger une image |
| 47-5 | Remparts de Beni Isguen        | Médiévale | Bounoura                                         | 32° 28′ 31″ nord, 3° 41′ 47″ est | Classé                  | Classé parmi les sites et monuments historiques en date du 10/07/1956, Conformément à l'article 62 de l'ordonnance N° 67-281 du 20/12/1967 | N° 07 du 23/01/1968                     |              | Télécharger une image |
| 47-6 | Vallée du M'Zab                | Médiévale | Ghardaïa, Bounoura, El Atteuf, Dhayet Bendhahoua | 32° 29′ 00″ nord, 3° 41′ 00″ est | Secteur sauvegardé      | 1- Inscrit sur la Liste du patrimoine mondial de l'UNESCO en 1982. 2- Créé et délimité en secteur sauvegardé par Décret Exécutif n° 05-209 du 04/06/2005, après avis favorable de la commission nationale des biens culturels tenu le 05/04/2004. | N° 39 du 05/06/2005                     |              | Télécharger une image |